# 더 라이트: 악마는 있다
《더 라이트: 악마는 있다》(영어: The Rite)는 미국, 헝가리, 이탈리아, 영국에서 제작된 미카엘 호프스트룀 감독의 2011년 초자연 공포 영화이다. 앤서니 홉킨스, 콜린 오도너휴, 알리시 브라가, 키어런 하인즈, 륏허르 하우어르 등이 출연하였고, 보 플린 등이 제작에 참여하였다.

## 줄거리
성공한 장례식장 업자 이슈트반의 아들 마이클 코백은 장의사 일에 진력이 나 신학교에 진학하지만 과정 완수를 포기한다. 4년 뒤 마이클은 부제가 되지만 사제 서품 전에 원장인 매슈 신부에게 신앙 부족을 이유로 포기하겠다고 이메일을 보낸다.
매슈 신부는 얘기 좀 하자며 마이클을 길거리에서 불러세우려다가 연석에 발이 걸려 넘어지고, 그 바람에 자전거를 타고 지나가던 샌드라가 다가오던 승합차 쪽으로 방향을 틀면서 크게 다친다. 샌드라는 성직복을 보고 마이클에게 죽기 전 면죄 선언을 부탁한다. 마이클은 죄사함의 축복 의식을 진행하고, 이를 본 매슈 신부는 마이클이 신부가 될 소명을 타고 났다고 말한다.
매슈 신부는 악령에 빙의되는 사례가 매년 증가 중인데 마이클에게 구마 사제 자질이 있다며, 두 달 간 바티칸에 머물며 도미니코회 제이비어 신부의 구마 의식 강의를 들으라고 한다. 사임을 중단하지 않으면 장학금을 10만 달러에 해당하는 학자금 융자 빚으로 바꿔버리겠다고 매슈 신부가 반협박하자 마이클은 할 수 없이 바티칸으로 간다.
제이비어 신부는 마이클이 신앙에 회의적이고 마음을 정하지 못한 걸 알고 예수회 소속 웨일스인 구마 사제 루커스에게 소개한다.
루커스는 마이클의 참관 하에 친아버지에게 강간을 당해 임신한 16살 로사리아에게 구마를 행한다. 로사리아가 대못을 토하는 등 불가해한 현상을 일으키는 모습을 직접 목격하고도 마이클은 이를 믿지 않는다. 로사리아는 상태가 나빠져 입원했다가 아기는 심정지로, 로사리아는 출혈로 사망한다. 루커스는 로사리아를 돕는 데 실패한 것을 통탄한다.
마이클은 아버지와 통화를 한 뒤 아버지가 이미 6시간 전에 돌아가셨다는 사실을 알게 된다. 이후 마이클은 붉은 눈의 노새와 마주친다. 일전에 루커스가 구마를 해준 아이를 다시 만나 전에 구마를 할 때 엄마에게 속삭였던 말이 뭐였냐고 묻자 아이는 당신 아버지가 돌아가실 거라는 말이었다고 밝힌다. 이어 이는 노새 형상을 한 악령이 알려줬으며, 당신도 이 악령을 보지 않았냐고 반문한다. 놀란 마이클은 루커스를 찾는다.
자신에게 말을 건 아이를 때리는 등 이상 행동을 보여온 루커스는 본인이 악령에 들렸다는 걸 깨닫고 자신을 포박해달라고 한다. 치비타베키아에 머물고 있는 제이비어 신부를 기다릴 시간이 없자 마이클은 본인이 직접 구마를 하기로 한다. 악령과 대치 끝에 신앙을 회복한 마이클은 악령의 이름이 바알(Ba'al)이라는 걸 알아내고 구마에 성공한다.
미국으로 돌아온 마이클은 신부가 되어 한 소녀의 고해 성사를 듣는다. 마이클 코백은 현재 미국에 있는 14명의 구마 사제 중 한 명이다.

## 출연
- 앤서니 홉킨스 - 루커스 트레반트 신부 역
- 콜린 오도너휴 - 마이클 코백 역
- 알리시 브라가 - 안젤리나 바르가스 역
- 키어런 하인즈 - 제이비어 신부 역
- 토비 존스 - 매슈 신부 역
- 륏허르 하우어르 - 이슈트반 코백 역
- 마르타 가스티니 - 로사리아 역
- 마리아 그라치아 쿠치노타 - 안드리아 역
- 아리안나 베로네시 - 프란체스카 역
- 안드레아 칼리가리 - 빈첸초 역
- 크리스 마켓 - 에디 역
- 토리 더비토 - 니나 역
- 마리야 카란 - 샌드라 역
- 체칠리아 다치 - 간호사 역

## 기타 제작진
- 라인 제작: 잔 파올로 바라니
- 공동 제작: 크리스티 플레처, 마크 투히
- 배역: 데버라 어퀼라, 메리 트리샤 우드
- 미술: 앤드루 로스
- 세트: 피터 월폴
- 의상: 카를로 포지올리
- 분장 부문: 샤론 마틴, 트레이시 웰스
- 제작 관리: 비토 콜라초, 머리어 운고르
- 조감독: 알레산드로 구이다, 시니카 빌링즐리, 언너 피로스커 게레브

## 같이 보기
- 기독교 악마학
- 구마 (종교)
- 구마예식